# Beilschmiedia tovarensis
Beilschmiedia tovarensis är en lagerväxtart som först beskrevs av Carl Daniel Friedrich Meisner, och fick sitt nu gällande namn av Sahiko Nishida. Beilschmiedia tovarensis ingår i släktet Beilschmiedia och familjen lagerväxter. Inga underarter finns listade i Catalogue of Life.